# Joe Martin Stage Race 2019
La 42.ª edición de la Joe Martin Stage Race fue una carrera de ciclismo en ruta por etapas que se celebró entre el 4 y el 7 de abril de 2019 con inicio y final en la ciudad de Fayetteville en el estado de Arkansas en los Estados Unidos. El recorrido constó de un total de 4 etapas sobre una distancia total de 406,47 km.
La carrera hizo parte del circuito UCI America Tour 2019 dentro de la categoría 2.2 y fue ganada por el ciclista estadounidense Stephen Bassett del equipo First Internet Bank Cycling. El podio lo completaron los ciclistas James Piccoli del Elevate-KHS Pro Cycling y Alex Hoehn del Aevolo.

## Equipos participantes
Tomaron la partida un total de 19 equipos, de los cuales 1 fue de categoría Profesional Continental, 7 Continental y 11 equipos regionales y de clubes, quienes conformaron un pelotón de 122 ciclistas de los cuales terminaron 87. Los equipos participantes fueron:
| Equipo continental profesional- Team Novo Nordisk Equipos continentales (7)- Elevate-KHS Pro Cycling - Aevolo - 303Project - Canel's-Specialized - DCBank Pro Cycling - Floyd's Pro Cycling - Team CCB Foundation–Sicleri Equipos regionales y de clubes (10)- First Internet Bank Cycling - CS Velo Racing p/b Cannondale - DNA Racing - Gateway Devo Cycling - Giant Lakeside-Audi McKinney - Project Echelon Racing - Rio Grande Elite Cycling - Support Clean Sport - Total Civil Construction - Veloselect Racing Team Unknown team category- Toronto Hustle |
| |

## Etapas
| Etapa     | Fecha    | Recorrido                                       | type                    | Distancia (km) | Ganador         | Líder           |
| --------- | -------- | ----------------------------------------------- | ----------------------- | -------------- | --------------- | --------------- |
| 1.ª etapa | 4 de abr | Fayetteville – Fayetteville                     | etapa de media montaña  | 166,9          | Stephen Bassett | Stephen Bassett |
| 2.ª etapa | 5 de abr | Fayetteville – Fayetteville                     | etapa llana             | 176,8          | Matthew Zimmer  | Matthew Zimmer  |
| 3.ª etapa | 6 de abr | Devil's Den State Park – Devil's Den State Park | contrarreloj individual | 4,83           | Stephen Bassett | Stephen Bassett |
| 4.ª etapa | 7 de abr | Fayetteville – Fayetteville                     | etapa llana             | 57,94          | Alexander Cowan | Stephen Bassett |

## Clasificaciones finales
Las clasificaciones finalizaron de la siguiente forma:

### Clasificación general
| \| Clasificación general \| Clasificación general \| Clasificación general \| Clasificación general \| Clasificación general \| \| Ciclista \| Ciclista \| Equipo \| Tiempo \| \| \| --------------------- \| --------------------- \| --------------------------- \| --------------------- \| --------------------- \| \| 1.º \| Stephen Bassett \| First Internet Bank Cycling \| 10 h 13 min 54 s \| \| \| 2.º \| James Piccoli \| Elevate-KHS Pro Cycling \| + 13 s \| \| \| 3.º \| Alex Hoehn \| Aevolo \| + 16 s \| \| \| 4.º \| Matthew Zimmer \| Project Echelon Racing \| + 21 s \| \| \| 5.º \| Alexander Cowan \| Floyd's Pro Cycling \| + 21 s \| \| \| 6.º \| Jarret Oldham \| First Internet Bank Cycling \| + 25 s \| \| \| 7.º \| Tyler Stites \| Aevolo \| + 31 s \| \| \| 8.º \| Pablo Alarcón \| Canel's-Specialized \| + 34 s \| \| \| 9.º \| Marko Pavlič \| DC Bank Pro Cycling Team \| + 37 s \| \| \| 10.º \| Efrén Santos \| Canel's-Specialized \| + 43 s \| \| |                 |                             |                  |
| |                 |                             |                  |
| Fuente: ProCyclingStats |                 |                             |                  |
| Clasificación general |                 |                             |                  |
| Ciclista | Ciclista        | Equipo                      | Tiempo           |
| 1.º | Stephen Bassett | First Internet Bank Cycling | 10 h 13 min 54 s |
| 2.º | James Piccoli   | Elevate-KHS Pro Cycling     | + 13 s           |
| 3.º | Alex Hoehn      | Aevolo                      | + 16 s           |
| 4.º | Matthew Zimmer  | Project Echelon Racing      | + 21 s           |
| 5.º | Alexander Cowan | Floyd's Pro Cycling         | + 21 s           |
| 6.º | Jarret Oldham   | First Internet Bank Cycling | + 25 s           |
| 7.º | Tyler Stites    | Aevolo                      | + 31 s           |
| 8.º | Pablo Alarcón   | Canel's-Specialized         | + 34 s           |
| 9.º | Marko Pavlič    | DC Bank Pro Cycling Team    | + 37 s           |
| 10.º | Efrén Santos    | Canel's-Specialized         | + 43 s           |

### Clasificación por puntos
| Clasificación por puntos | Clasificación por puntos | Clasificación por puntos    | Clasificación por puntos | Clasificación por puntos |
| Ciclista                 | Ciclista                 | Equipo                      | Puntos                   |                          |
| ------------------------ | ------------------------ | --------------------------- | ------------------------ | ------------------------ |
| 1.º                      | Grant Koontz             | DNA Racing                  | 17 pts                   |                          |
| 2.º                      | Noah Granigan            | Floyd's Pro Cycling         | 16 pts                   |                          |
| 3.º                      | Scott McGill             | Gateway Devo Cycling        | 16 pts                   |                          |
| 4.º                      | Stephen Bassett          | First Internet Bank Cycling | 15 pts                   |                          |
| 5.º                      | Matthew Zimmer           | Project Echelon Racing      | 15 pts                   |                          |
| 6.º                      | Alexander Cowan          | Floyd's Pro Cycling         | 15 pts                   |                          |
| 7.º                      | Alex Hoehn               | Aevolo                      | 15 pts                   |                          |
| 8.º                      | Tyler Stites             | Aevolo                      | 13 pts                   |                          |
| 9.º                      | Michael Hernandez        | Aevolo                      | 13 pts                   |                          |
| 10.º                     | Ulises Castillo          | Elevate-KHS Pro Cycling     | 12 pts                   |                          |

### Clasificación de la montaña
| Clasificación de la montaña | Clasificación de la montaña | Clasificación de la montaña | Clasificación de la montaña | Clasificación de la montaña |
| Ciclista                    | Ciclista                    | Equipo                      | Puntos                      |                             |
| --------------------------- | --------------------------- | --------------------------- | --------------------------- | --------------------------- |
| 1.º                         | Stephen Bassett             | First Internet Bank Cycling | 10 pts                      |                             |
| 2.º                         | James Piccoli               | Elevate-KHS Pro Cycling     | 5 pts                       |                             |
| 3.º                         | Tyler Stites                | Aevolo                      | 4 pts                       |                             |
| 4.º                         | Alexander Cowan             | Floyd's Pro Cycling         | 3 pts                       |                             |
| 5.º                         | Noah Granigan               | Floyd's Pro Cycling         | 3 pts                       |                             |
| 6.º                         | Ignacio de Jesús Prado      | Canel's-Specialized         | 3 pts                       |                             |
| 7.º                         | Laurent Gervais             | Aevolo                      | 3 pts                       |                             |
| 8.º                         | Jarret Oldham               | First Internet Bank Cycling | 3 pts                       |                             |
| 9.º                         | Pablo Alarcón               | Canel's-Specialized         | 3 pts                       |                             |
| 10.º                        | Ulises Castillo             | Elevate-KHS Pro Cycling     | 3 pts                       |                             |

### Clasificación de los jóvenes
| Clasificación del mejor joven | Clasificación del mejor joven | Clasificación del mejor joven | Clasificación del mejor joven | Clasificación del mejor joven |
| Ciclista                      | Ciclista                      | Equipo                        | Tiempo                        |                               |
| ----------------------------- | ----------------------------- | ----------------------------- | ----------------------------- | ----------------------------- |
| 1.º                           | Alex Hoehn                    | Aevolo                        | 10 h 14 min 10 s              |                               |
| 2.º                           | Tyler Stites                  | Aevolo                        | + 15 s                        |                               |
| 3.º                           | Carson Miles                  | Floyd's Pro Cycling           | + 52 s                        |                               |
| 4.º                           | Andrew Vollmer                | Aevolo                        | + 1 min 00 s                  |                               |
| 5.º                           | Scott McGill                  | Gateway Devo Cycling          | + 1 min 00 s                  |                               |
| 6.º                           | Eugenio Mirafuentes           | DC Bank Pro Cycling Team      | + 1 min 48 s                  |                               |
| 7.º                           | Michael Hernandez             | Aevolo                        | + 1 min 51 s                  |                               |
| 8.º                           | Baili Guidi                   | Toronto Hustle                | + 2 min 19 s                  |                               |
| 9.º                           | Hamish Beadle                 | Team Novo Nordisk Development | + 2 min 42 s                  |                               |
| 10.º                          | Thomas Humphreys              | Team CCB Foundation–Sicleri   | + 2 min 45 s                  |                               |

### Clasificación por equipos
| Clasificación por equipos | Clasificación por equipos   | Clasificación por equipos | Clasificación por equipos |
| Equipo                    | Equipo                      | Tiempo                    |                           |
| ------------------------- | --------------------------- | ------------------------- | ------------------------- |
| 1.º                       | Aevolo                      | 30 h 43 min 35 s          |                           |
| 2.º                       | First Internet Bank Cycling | + 12 s                    |                           |
| 3.º                       | Elevate-KHS Pro Cycling     | + 23 s                    |                           |
| 4.º                       | Canel's-Specialized         | + 23 s                    |                           |
| 5.º                       | Floyd's Pro Cycling         | + 34 s                    |                           |
| 6.º                       | 303Project                  | + 1 min 21 s              |                           |
| 7.º                       | DC Bank Pro Cycling Team    | + 1 min 46 s              |                           |
| 8.º                       | Project Echelon Racing      | + 2 min 18 s              |                           |
| 9.º                       | Rio Grande Elite Cycling    | + 3 min 29 s              |                           |
| 10.º                      | DNA Racing                  | + 3 min 49 s              |                           |

## Evolución de las clasificaciones
| Etapa                   | Vencedor                | Clasificación general | Clasificación por puntos | Clasificación de la montaña | Clasificación de los jóvenes | Clasificación por equipos   |
| ----------------------- | ----------------------- | --------------------- | ------------------------ | --------------------------- | ---------------------------- | --------------------------- |
| 1.ª                     | Stephen Bassett         | Stephen Bassett       | Stephen Bassett          | Stephen Bassett             | Tyler Stites                 | Canel's-Specialized         |
| 2.ª                     | Matt Zimmer             | Matt Zimmer           | Grant Koontz             | Stephen Bassett             | Tyler Stites                 | Canel's-Specialized         |
| 3.ª                     | Stephen Bassett         | Stephen Bassett       | Grant Koontz             | Stephen Bassett             | Tyler Stites                 | First Internet Bank Cycling |
| 4.ª                     | Alexander Cowan         | Stephen Bassett       | Grant Koontz             | Stephen Bassett             | Alex Hoehn                   | Aevolo                      |
| Clasificaciones finales | Clasificaciones finales | Stephen Bassett       | Grant Koontz             | Stephen Bassett             | Alex Hoehn                   | Aevolo                      |

## UCI World Ranking
La Joe Martin Stage Race otorgó puntos para el UCI World Ranking para corredores de los equipos en las categorías Profesional Continental y Equipos Continentales. Las siguientes tablas muestran el baremo de puntuación y los 10 corredores que obtuvieron más puntos:
| Posición              | 1.º | 2.º | 3.º | 4.º | 5.º | 6.º | 7.º | 8.º | 9.º | 10.º |  |
| Clasificación general | 40  | 30  | 25  | 20  | 15  | 10  | 5   | 3   | 3   | 3    |  |
| Por etapa             | 7   | 3   | 1   |     |     |     |     |     |     |      |  |
| Líder                 | 1   |     |     |     |     |     |     |     |     |      |  |

| Clasificación |                 |                             |         |       |       |       |
| Posición      | Ciclista        | Equipo                      | General | Etapa | Líder | Total |
| ------------- | --------------- | --------------------------- | ------- | ----- | ----- | ----- |
| 1.º           | Stephen Bassett | First Internet Bank Cycling | 40      | 14    | 2     | 56    |
| 2.º           | James Piccoli   | Elevate-KHS Pro Cycling     | 30      | 3     |       | 33    |
| 3.º           | Matthew Zimmer  | Project Echelon Racing      | 20      | 7     | 1     | 28    |
| 4.º           | Alex Hoehn      | Aevolo                      | 25      | 1     |       | 26    |
| 5.º           | Alexander Cowan | Floyd's Pro Cycling         | 15      | 7     |       | 22    |
| 6.º           | Jarret Oldham   | First Internet Bank Cycling | 10      | 1     |       | 11    |
| 7.º           | Tyler Stites    | Aevolo                      | 5       | 3     |       | 8     |
| 8.º           | Pablo Alarcón   | Canel's-Specialized         | 3       | 1     |       | 4     |
| 9.º           | Marko Pavlič    | DC Bank Pro Cycling Team    | 3       |       |       | 3     |
| 10.º          | Efrén Santos    | Canel's-Specialized         | 3       |       |       | 3     |